# 西円寺 (葛飾区)
西円寺（さいえんじ）は、東京都葛飾区にある新義真言宗の寺院。

## 概要
1567年（永禄10年）、覚元によって開山された。
江戸時代は、寺子屋が開かれていた。そういう経緯から、1874年（明治7年）に小学校「堅石学校」（葛飾区立本田小学校の前身）の仮校舎になっていた。

## 交通アクセス
- 京成立石駅より徒歩3分（経路案内）。